# Quinçay
Quinçay település Franciaországban, Vienne megyében. Lakosainak száma 2113 fő (2022. január 1.). Quinçay Béruges, Cissé, Migné-Auxances, Vouillé és Vouneuil-sous-Biard községekkel határos.

## Népesség
A település népességének változása:
| Lakosok száma | 2218 | 2217 | 2263 | 2215 | 2187 | 2160 | 2132 | 2113 | 2113 |
|               | 2013 | 2015 | 2016 | 2017 | 2018 | 2019 | 2020 | 2021 | 2022 |